# O Preço do Prazer
O Preço do Prazer é um filme brasileiro de 1979, com direção de Levi Salgado.

## Elenco[1]
- Mário Benvenutti
- José Miziara
- Patrícia Scalvi
- Serafim Gonzalez
- Claudete Joubert
- Felipe Levy
- Helena Ramos
- Ricardo Ostrower
- Américo Taricano
- Harry Zalkowistch